# Херман III фон Кастел
Херман III (IV, V) фон Кастел (на немски: Hermann III (IV, V) zu Castell; * ок. 1311; † 2 февруари 1363 или ок. 1365) от род Кастел е от 1349 г. до смъртта си владетел на графство Кастел от линията на Горния дворец. Той управлява заедно с полубрат си Фридрих III († 1379).

## Биография
Той е син на граф Фридрих II фон Кастел († ок. 1349) и първата му съпруга Вилебирг фон Хоенлое-Браунек-Браунек († сл. 1301), дъщеря на Готфрид фон Хоенлое-Браунек († 1312) и Елизабет фон Кирбург († 1305).
Херман III е от 1333 г. до смъртта си съдия в свободния имперски град Нюрнберг. Той умира на 2 февруари 1365 г. и е погребан в манастир Фогелсбург.

## Фамилия
Херман III се жени за Лукард († сл. 1373). Те имат децата:
- Вилхелм I фон Кастел († 11 май 1399), граф и господар на Кастел, женен пр. 1370 г. за Аделхайд фон Насау-Хадамар († 1390), дъщеря на граф Йохан II фон Насау-Хадамар
- Йохан I († 24 май 1384 във Фолках)